# Нинджаго: Дракони Възходът
„Нинджаго: Дракони Възходът“ (на английски: Ninjago: Dragons Rising) е компютърно анимиран епично-фентъзи супергеройски сериал, продуциран от The Lego Group. Той е базиран на играчките „Лего Нинджаго“ и е продължение на сериала „Нинджаго“, който е излъчен след 15 сезона през 2011 г. до 2022 г. Премиерата на сериала е излъчена по Netflix на 1 юни 2023 г.

## Актьорски състав
- Девън Мак – Арин
- Сабрина Питре – Сора
- Сам Винсънт – Лорд Гармадон
- Браян Дръмънд – Риу/Рас
- Никол Оливър – Беатрикс
- Винсънт Тонг – Кай
- Кели Мецгер – Ния
- Брент Милър – Зейн
- Казуми Евънс – Уайлдфайър
- Джилс Патън – Раптън
- Пол Добсън – Учителят Ву

## Продукция

### Разработка
Новият сериал е продуциран след последния епизод на сериала „Нинджаго“, който е излъчен през 2011 г. и свършва през 2022 г. За новия сериал, анимационната компания WildBrain Studios се премества в Unreal Engine 5 да увеличи анимационното качество на предшественика си.

### Сценарий
Водещите сценаристи на сериала са Крис Уайът и Кевин Бърк. Уайът потвърди в Twitter, че сериалът е нов сериал, който е добре от продължение на предишния сериал „Нинджаго“, който се излъчваше в продължение на 11 години.

## Премиера
Сериалът е първоначално разкрит при Сан Диего Комик-Кон през 2022 г. Той е пуснат по Netflix на 1 юни 2023 г. в Съединените щати, Канада, Япония, Латинска Америка и други страни, които са пуснати в следващия месец с изключение на Великобритания, който е пуснат по ITVX на 5 юни 2023 г.

## В България
В България сериалът започва излъчване на 26 юни 2023 г. по „Картун Нетуърк“ с разписание всеки делник от 17:20 ч.

### Нахсинхронен дублаж
| Роля                | Изпълнител |
| ------------------- | --- |
| Лойд                | Момчил Степанов |
| Арин                | Владимир Зомбори |
| Сора                | Радослава Стойнева |
| Ана                 | Радослава Стойнева |
| Кай                 | Димитър Тодоров (сезон 1, еп. 1 – сезон 1, еп. 15; сезон 2 – ) Иля Пепеланов (сезон 1, еп. 16 – сезон 1, еп. 20)                                                                                |
| Зейн                | Димитър Тодоров (сезон 1, еп. 1 – сезон 1, еп. 15; сезон 2 – ) Иля Пепеланов (сезон 1, еп. 16 – сезон 1, еп. 20)                                                                                |
| Джей                | Явор Караиванов (сезон 1, еп. 17 – сезон 2, еп. 8) Здравко Методиев (сезон 2, еп. 14) Георги Стоянов (сезон 3)                                                                                  |
| Ния                 | Надя Полякова (сезон 1 – сезон 2, еп. 10) Мина Костова (сезон 2, еп. 11 – сезон 2, еп. 14) Зорница Кюркчиева (сезон 3)                                                                          |
| Огнената/Див Огън   | Надя Полякова (сезон 1; сезон 2, еп. 5 – сезон 2, еп. 10) Мина Костова (сезон 2, еп. 11 – сезон 2, еп. 14) Цветослава Симеонова (сезон 2, еп. 18 – сезон 2, еп. 20) Зорница Кюркчиева (сезон 3) |
| Майката на Арин     | Надя Полякова |
| Крил                | Надя Полякова |
| Дракон Матриархат   | Надя Полякова |
| Беатрикс            | Надя Полякова |
| Дорама              | Надя Полякова |
| Доктор ЛаРол        | Надя Полякова |
| Майката на Сора     | Надя Полякова |
| Уфразия             | Надя Полякова |
| Коул                | Георги Стоянов |
| Раптън              | Георги Стоянов |
| Учителят Ву         | Георги Стоянов |
| Лобо                | Георги Стоянов |
| Маркъс              | Георги Стоянов |
| Бащата на Сора      | Георги Стоянов |
| Роби                | Георги Стоянов |
| Рас                 | Димитър Ангелов |
| Краг-Нор            | Димитър Ангелов |
| Светоний            | Димитър Ангелов |
| Захранващият дракон | Димитър Ангелов |
| Други гласове       | Анатолий Божинов Виктор Иванов Камен Асенов Михаела Тюлева Натали Андонова Никол Оташлийска Симона Стоянова                                                                                     |

| Обработка              | Александра Аудио                    |
| ---------------------- | ----------------------------------- |
| Изпълнителен продуцент | Васил Новаков                       |
| Преводачи              | Стоянка Костадинова Виктория Милева |
| Режисьор на дублажа    | Анатолий Божинов                    |

- Момчил Степанов замества Кристиян Върбановски като българския глас на Лойд след „Нинджаго“.